# ألفرد إلي بيتش
ألفرد إلي بيتش (بالإنجليزية: Alfred Ely Beach) هو صحفي ومهندس ومخترع أمريكي، ولد في 1 سبتمبر 1826 في سبرينغفيلد في الولايات المتحدة، وتوفي في 1896 في نيويورك في الولايات المتحدة.

## وصلات خارجية
- ألفرد إلي بيتش على موقع الموسوعة البريطانية (الإنجليزية)